# Astrocladus annulatum
Astrocladus annulatum är en ormstjärneart som beskrevs av Matsumoto 1915. Astrocladus annulatum ingår i släktet Astrocladus och familjen medusahuvuden. Inga underarter finns listade i Catalogue of Life.